# 武夷山路站
武夷山路站为中华人民共和国安徽省芜湖市鸠江区银湖北路与武夷山路交口南侧的一座单轨车站，属于芜湖轨道交通1号线。车站北侧为银湖公园。2021年11月3日投入运营。

## 车站结构
武夷山路站为地上三层车站，一层为出入口，二层为车站大堂，三层为车站站台，设有两个侧式站台，并设有半高屏蔽门。

### 车站楼层
| 地上三层 | 侧式站台，右側開门 | 侧式站台，右側開门           |
| 地上三层 | 轨道（西）         | █ 1号线往白马山（港一路）    |
| 地上三层 | 轨道（东）         | █ 1号线往保顺路（裕安路）    |
| 地上三层 | 侧式站台，右側開门 |                              |
| 地上二层 | 站厅               | 客服中心、自动售票机、验票机 |
| 地面     | 出入口             | 1-4出入口                    |

## 车站出口
武夷山路站共设4个出口，各出口及周围设施如下所示：
|                           |      |              |                                                                                         |
| 出口编号                  | 照片 | 地点         | 可到达目的地                                                                            |
| 出口 · 1L · 扶手电梯标志  |      | 银湖北路东侧 | 伟星·银湖星悦广场、银湖公园、信义研发中心                                               |
| 出口 · 2L · 扶手电梯标志  |      | 银湖北路西侧 | 芜湖正大有限公司、长虹工业园                                                            |
| 出口 · 3L                 |      | 银湖北路西侧 | 芜湖正大有限公司、杭萧钢构、江森自控日立空调（芜湖）有限公司                            |
| 出口 · 4L · 升降机标志    |      | 银湖北路东侧 | 伟星·银湖星悦广场、银湖时代、芜湖轻微道路交通事故快速处理镜湖理赔中心、芜湖海关（南区） |
| 註： 設有 \| 設有扶手電梯 |      |              |                                                                                         |

## 接驳交通

### 公交车
- 银湖北路武夷山路：游5路
- 武夷山路银湖北路：618、619路
- 银湖公园：游5路